# 土州山役太郎
土州山 役太郎（どしゅうざん やくたろう、1888年10月5日 - 1960年3月26日）は、高知県香美郡赤岡町（現在の香南市）出身で友綱部屋に所属した大相撲力士。本名は永森 役太郎（ながもり やくたろう、旧姓は岡本）。身長164cm、体重94kg。得意手は左四つ、寄り、掬い投げ、波離間投げ。最高位は前頭筆頭。

## 経歴
1907年（明治40年）1月場所に幕下付出で初土俵を踏むと、1908年（明治41年）5月場所に新十両、1910年（明治43年）1月場所に新入幕した。黒髪豊か、大銀杏が似合う好男子で、二字口（徳俵）いっぱいまで下がって仕切り、相手の懐に飛び込んで攻め立てる取り口だった。また技を多く持ち、奇手で相手を苦しめた。
1911年（明治44年）2月場所には常陸山と対戦し敗れたが、互角に渡り合い、秘術を尽くして大いに苦しめた。1921年（大正10年）5月場所に引退。
年寄二子山を襲名後は、5代二所ノ関（元関脇・2代海山）をサポート。勝負検査役を務め、1947年までは二子山部屋を経営し、土州山好一郎を幕内に育てた。そのかたわら呉服橋で、料亭永森を営んだ。1961年の年寄定年制の対象であったが1960年3月26日死去。71歳没。

## 主な成績
- 幕内在位：24場所
- 幕内通算：76勝114敗1分10預39休　勝率.400